# Gedanicoccus gracilis
Gedanicoccus gracilis är en insektsart som beskrevs av Koteja 1988. Gedanicoccus gracilis ingår i släktet Gedanicoccus och familjen filtsköldlöss.
Artens utbredningsområde är Polen. Inga underarter finns listade i Catalogue of Life.